# Straßenbahn Riga
Die Straßenbahn Riga (lettisch Tramvaju Rīgā) ist eines von drei Straßenbahnnetzen in Lettland und wurde am 23. August 1882 eröffnet. Sie verfügt über sechs Linien, die das Netz auf einer Gesamtlänge von 54,7 Kilometern befahren. Die 174 Wagen des Fuhrparks sind in drei Betriebshöfen untergebracht.

## Geschichte

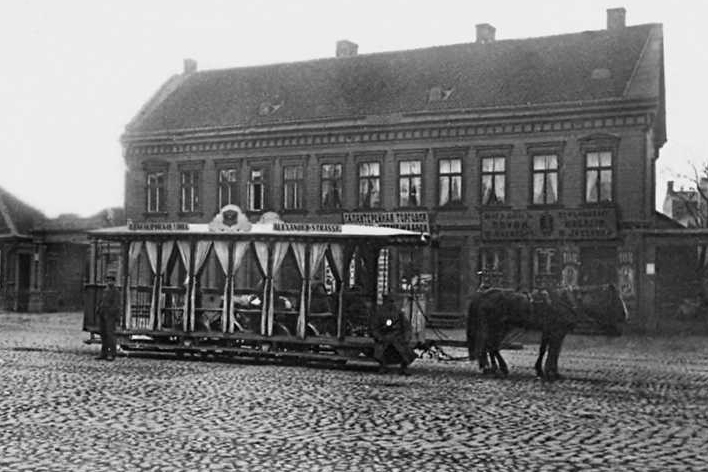
Pferdebahn um 1900 auf der Alexanderstraße (heute: Brīvības iela)

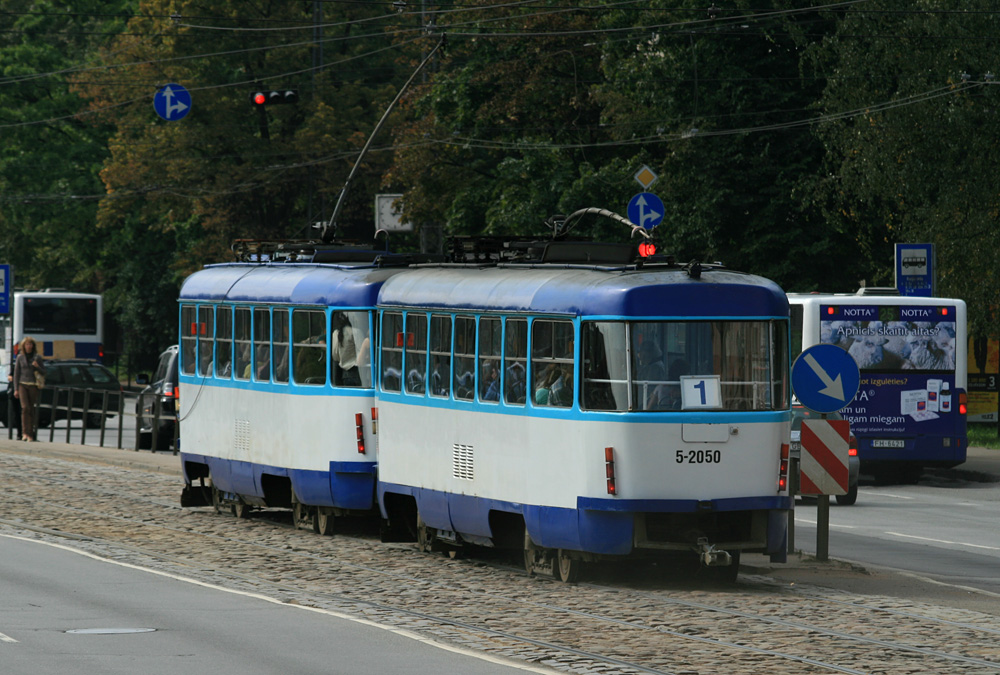
Tatra T3A in Riga

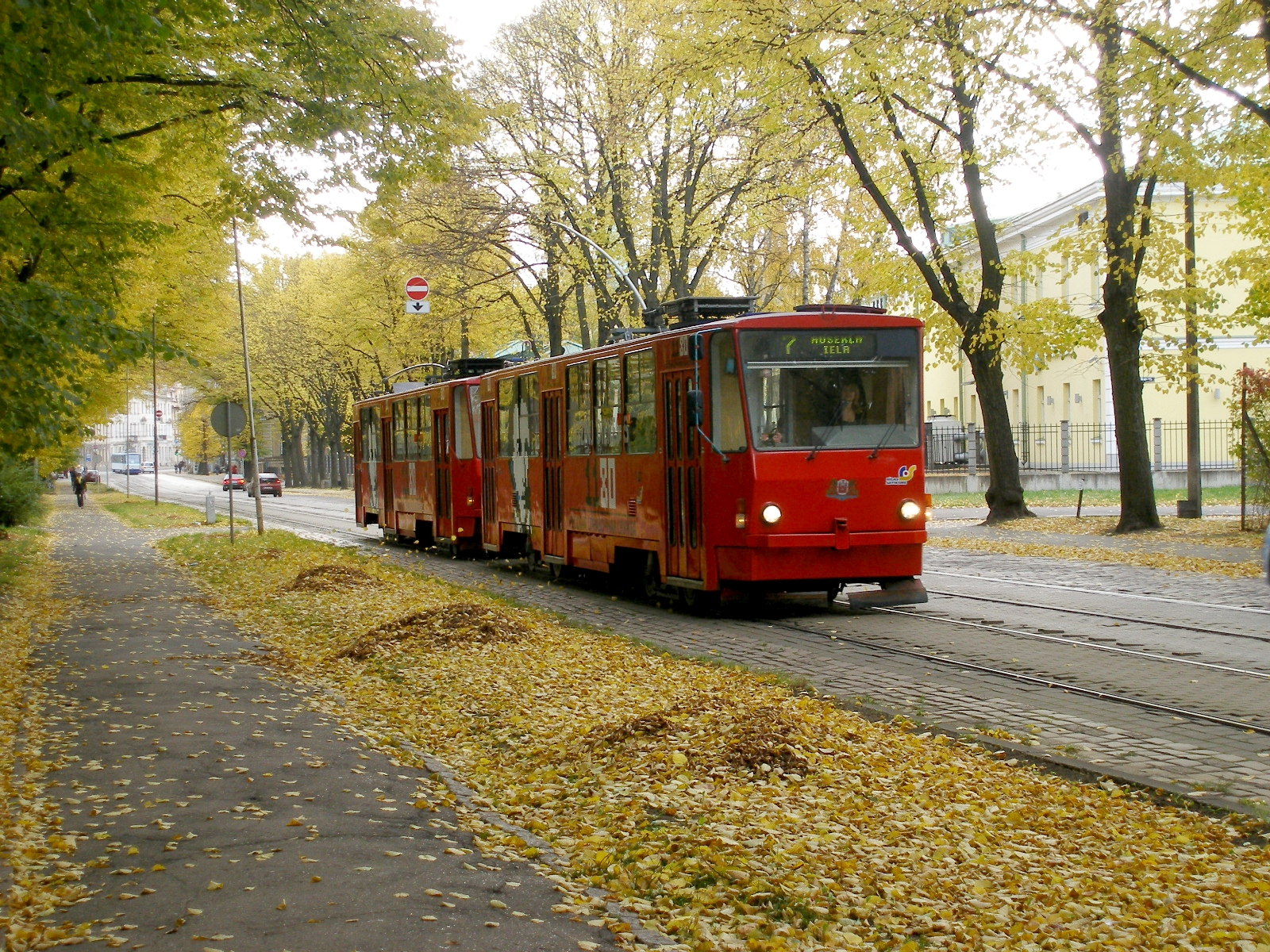
Tatra T3MR auf dem Kronvalda bulvāris in Riga

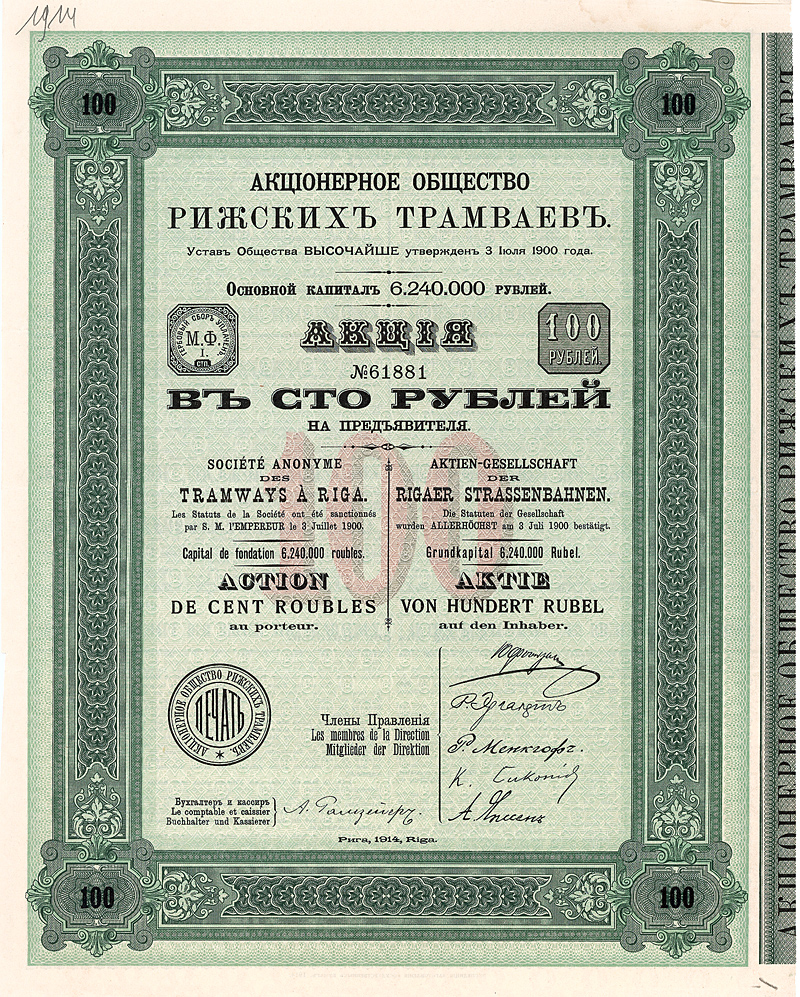
Aktie über 100 Rubel der AG der Rigaer Strassenbahnen von 1914

Am 23. August 1882 wurde die erste Pferdebahnlinie in Riga eröffnet. Der Betrieb wurde mit 95 Pferden abgewickelt. Ab 1900 wurde das Netz durch die Rigaer Straßenbahn Aktien-Gesellschaft elektrifiziert. Riga verfügt damit nach Liepāja (Libau) über das zweitälteste elektrische Straßenbahnnetz im Baltikum. Die erste elektrisch betriebene Linie verkehrte ab dem 23. Juli 1900 auf der Alexanderstraße. Von 1901 bis 1914 wurden neun neue Linien mit einer Gesamtlänge von rund 50 Kilometern eröffnet. 1914 verfügte die Straßenbahn über 16 Linien. Im Jahr zuvor wurden etwa 52,1 Millionen Fahrgäste befördert.
Vor und nach dem Ersten Weltkrieg sanken die Beförderungsleistungen der Bahn. 1928 existierten neun Linien, die 48,2 Millionen Fahrgäste beförderten. Nach dem Zweiten Weltkrieg blieb der Status quo weitgehend zunächst erhalten.
In den 1950er und 1960er wurde die Straßenbahn zunehmend durch Busse und O-Busse verdrängt und mehrere Linien eingestellt. Der Niedergang zog sich bis in die 1980er Jahre hin und wurde mit Eröffnung einer Linie nach Imanta 1984 beendet.

## Linien
Im Sommer 2024 verkehren folgende Linien:
| Linie | von – nach                     |
| ----- | ------------------------------ |
| 1     | Imanta – Jugla                 |
| 2     | Stacijas laukums – Tapešu iela |
| 5     | Iļģuciems – Mīlgrāvis          |
| 7     | Ausekļa iela – Ķengarags       |
| 10    | Stacijas laukums – Bišumuiža   |
| 11    | Ausekļa iela – Mežaparks       |

## Fahrzeuge
Der Betrieb wird mit zwei regulär verkehrenden Fahrzeugtypen des tschechischen Herstellers ČKD Tatra durchgeführt. Die ab 1974 ausgelieferten 190 Wagen des Typs T3 verkehren renoviert als T3A. Von den 62 Wagen des ab 1988 gelieferten Typs T6B5 wurden 30 Wagen renoviert. Diese verkehren unter der Bezeichnung T3MR weiter. Die übrigen Wagen wurden abgestellt. Die Tatra-Wagen haben Stangenstromabnehmer. Seit dem 1. Juni 2010 verkehrte das erste Testfahrzeug des Typs 15T von Škoda. Bis 2012 waren insgesamt 26 Niederflurwagen ausgeliefert, so dass die Linie 6 außerhalb der Hauptverkehrszeiten vollständig und die Linie 11 teilweise mit den Niederflurwagen bedient werden kann. Die Škoda-Wagen haben Scherenstromabnehmer.
In den darauffolgenden Jahren werden viele Tatra T3A an ukrainische Städte abgegeben. Gleichzeitig wurden noch Optionen für Škoda 15T2 ForCity Alfa Riga gezogen, sodass im Jahr 2024 46 Garnituren davon im Einsatz sind.
| Hersteller | Typ                     | Lieferung | Anzahl              | Bemerkungen |
| ---------- | ----------------------- | --------- | ------------------- | --- |
| ČKD Tatra  | T3SU                    | 1974–1987 | 64                  | Nach Modernisierung weitergeführt als T3A, Abgabe etlicher Fahrzeuge an ukrainische Städte, so 30 nach Charkiw (2014), 19 nach Mariupol (2018) und 14 nach Odessa (2015 und 2019) |
| ČKD Tatra  | T6B5SU                  | 1988–1990 | 062 (32 abgestellt) | Nach Modernisierung weitergeführt als T3MR |
| Škoda      | 15T Riga (ForCity)      | 2010–2011 | 20                  | 3-teilige Niederflur-Gelenktriebwagen, Bodenhöhe 320 mm ü. SO |
| Škoda      | 15T1 Riga (ForCity)     | seit 2012 | 6                   | 4-teilige Version der Škoda 15T Riga |
| Škoda      | 15T2 ForCity Alfa Riga  | 2017–2021 | 15                  | 3-teilige Niederflur-Gelenktriebwagen |
| Škoda      | 15T2A ForCity Alfa Riga | 2018–2022 | 5                   | 4-teilige Version |